# 武宗 (唐)
武宗（ぶそう）は、唐朝の第18代皇帝。穆宗の五男。

## 生涯
初めは潁王に封じられていた。開成5年（840年）に文宗が崩御した後、宦官の仇士良らにより皇帝に擁立された。全ての子が早世した文宗は、生前に異母兄の敬宗の末子である李成美を皇太子としていたが、朝政を専断していた仇士良を首謀とする神策軍派の宦官らによって、李瀍が皇太弟に擁立され、李成美は陳王に封じられた（後に李成美は殺害された）。
武宗は冷静沈着で、明晰かつ決断力に富んだ人物であったと皇帝は伝える。李徳裕を宰相に登用し、宦官勢力の抑制や中央集権体制の立て直しに努めた。しかし道士である趙帰真を信任し、道教に傾斜するあまり「会昌の廃仏」と称される廃仏令を出している。これが当時の寺院は荘園の大規模保有者でありながら無税とされ、銅の不足に起因する銅銭不足による経済的混乱が見られ、大量の銅を使用し仏像や仏具を製造していた仏教側の問題もあり、純粋な経済政策という評価もある。また当時皇位を争った叔父の李怡（後の宣宗）が身の安全を図るために仏教を利用したことも、仏教攻撃の一因になったとの説もある。
会昌6年（846年）、丹薬による中毒で33歳で崩御した。死の間際に炎と改名している。

## 宗室

### 后妃
みな側室
- 側室：淑妃王氏、徳妃劉氏、賢妃劉氏、賢妃王氏
- 昭儀呉氏、昭儀沈氏、修儀董氏
- 婕妤張氏、婕妤趙氏、才人孟氏

### 男子
- 杞王李峻
- 益王李峴
- 兗王李岐
- 徳王李嶧
- 昌王李嵯

## 登場作品
- 『宮心計』（2009年、香港ドラマ、日本未公開、演：蕭正楠）
- 『与君歌』（中国ドラマ、演：チョン・イー）